# Geld Leben
Geld Leben ist ein Kollaboalbum der österreichischen Hip-Hop-Musiker Crack Ignaz und Wandl. Es erschien am 15. Januar 2016 über das Label Melting Pot Music. Der Vertrieb wird von Groove Attack übernommen.

## Titelliste
| #  | Titel               | Länge |
| -- | ------------------- | ----- |
| 1  | Geld Leben (Intro)  | 0:54  |
| 2  | Moch Cash           | 3:11  |
| 3  | Lila Lila           | 3:00  |
| 4  | California Lounge   | 0:34  |
| 5  | Zwei Null Neun      | 2:48  |
| 6  | Hello Kitty         | 3:02  |
| 7  | Euros               | 0:57  |
| 8  | Pluto               | 2:49  |
| 9  | Rawness             | 3:10  |
| 10 | Fenster             | 1:17  |
| 11 | Aeroplane           | 1:08  |
| 12 | James Dean          | 3:12  |
| 13 | Wandl Crib          | 0:57  |
| 14 | Gödlife Pretty Boys | 2:42  |
| 15 | Schwarze Dünen      | 2:37  |
| 16 | Zähne & Augen       | 3:15  |
| 17 | Wellen              | 3:59  |
| 18 | Ikarus              | 3:17  |

Alle Tracks auf dem Album wurden von Wandl produziert und abgemischt.

## Rezeption

### Charts
Geld Leben stieg auf Platz 37 der österreichischen Album-Charts ein. Damit ist es für beide Musiker die erste Veröffentlichung, die sich in der Hitparade platzieren konnte.

### Kritik
Das Online-Magazin Laut.de bewertete Geld Leben mit vier von möglichen fünf Punkten. Aus Sicht des Redakteurs Philipp Kopka erweitere Crack Ignaz auf dem Album „nicht nur sein musikalisches Sprektrum“, sondern verleihe „seiner Figur eine Unberechenbarkeit, dank derer er mit einem lockeren Schulterzucken Nischen“ sprenge. So sei Geld Leben im Gegensatz zum vorherigen Album Kirsch „mies gelaunt, raw und dreckig.“ Inhaltlich drehe „sich immer noch alles um die heilige Dreifaltigkeit aus Gwalla, Girls und Gras.“ Besonders gelobt werden die Produktionen des Wieners Wandl. Dieser bastele „zusammengefrickelte Beatskizzen, die vor Kreativität und Ideenreichtum förmlich überquillen.“ Damit trage er „mindestens genauso großen Anteil an der Großartigkeit der Platte, wie ihr charmanter Protagonist.“
Jan Wehn verfasste für das Musikmagazin Intro eine Rezension, in der er Crack Ignaz als „Hoffnungsträger des HipHop“ bezeichnet. Anders als Kirsch komme Geld Leben „irgendwie rumpelnder und Rap-lastiger daher.“ Wehn führt dies unter anderem auf den Produzenten Wandl zurück. Dieser habe bereits auf seinen EPs Soon und Far Way Home gezeigt, „dass er ätherischen Post-R’n’B à la How To Dress Well und samplebasierten Bummtschack in der Tradition von Madlib gleichermaßen“ beherrsche. Zudem überzeuge die Veröffentlichung durch Ignaz, der „über Wandls Dreiminüter-Loops hinwegflieg[e] und im tiefenentspannten Schmäh-Slang“ erzähle. Zusammengefasst sei Geld Leben eine „wirklich unterhaltsame[…], leichtfertige[…], sich selbst nicht zu ernst nehmende[…] Angelegenheit, die man im deutschsprachigen Rap zuletzt vermisste“.